# Flávia Domitila
Flávia Domitila foi uma romana da dinastia flaviana, neta do imperador Vespasiano (r. 69–79) e de Domitila, a Maior, e sobrinha dos imperadores Tito (r. 79–81) e Domiciano (r. 81–96). Era filha de Domitila, a Menor, possivelmente com Quinto Petílio Cerial.
Existem diferentes opiniões sobre se a Flavia Domitila mencionada em escritos cristãos do século IV seriam uma pessoa ou duas e sobre sua real identidade.

## Sobrinha de Domiciano, esposa de Flávio Clemente
Suetónio, nascido no ano 69 e por portanto contemporâneo de Domitila, no da qualquer informação acerca de ela, mas menciona-a como uma pessoa bem conhecida pelos seus leitores: na sua obra Vidas dos Doze Césares, publicada provavelmente por volta do ano 121, diz que o principal assassino do imperador Domiciano em 96 foi "Estêvão, mordomo de Domitila".
Poucas linhas mais cedo no mesmo livro, Suetónio conta que Domiciano "apenas esperou Flávio Clemente, seu primo, sair do consulado, para fazê-lo perecer pela mais fútil suspeita, apesar de ele ser um homem de incapacidade notória, e embora tivesse adotado para sucessores os seus filhos, ainda crianças, fazendo-os chamar, em lugar dos seus anteriores nomes. a um Vespasiano e ao outro Domiciano. Essa crueldade contribuiu muito para acelerar o seu fim." Em nenhuma parte desta obra Suetónio menciona que a esposa de Flávio Clemente e mãe das crianças que Domiciano adotou era Domitila, o que sabemos por outras fontes.
Quintiliano menciona no prefácio do livro IV da sua mais famosa obra, os Institutos de Oratória, que Domiciano lhe confiou a instrução dessas crianças, netos da irmã do imperador.
Flávia Domitila e Flávio Clemente tiveram sete filhos, de acordo com uma inscrição de Tatia Baucylis, ama de leite de todos os sete.
Dião Cássio (ca. 155 a 163/164 – depois de 229) na sua História de Roma (provavelmente de 202) fornece mais informações sobre a morte de Flávio Clemente: "Domiciano executou, entre muitos outros, ao cônsul Flávio Clemente embora fosse seu primo e tivesse de esposa a Flávia Domitila, uma parente do imperador. Os dois foram acusados de ateísmo, imputação pela que também. muitos outros encalhados nos costumes dos judeus foram condenados, alguns à morte, os outros ao confisco de seus bens. No entanto Domitila foi apenas banida para la ilha de Pandateria".

## Sobrinha de Flávio Clemente
O bispo cristão Eusébio de Cesareia (ca. 265 – 339) na sua História Eclesiástica escreve: "Nessa altura o ensinamento da nossa fé brilhou a tal ponto que mesmo aqueles escritores que estavam fora da nossa tradição não hesitaram em citar nas suas histórias a perseguição e os martírios que nessa tiveram lugar. Incluso indicaram o tempo com precisão ao contar que no décimo quinto ano de Domiciano, juntamente com muitíssimos outros, Flávia Domitila, filha de uma irmã de Flávio Clemente, então um dos cônsules de Roma, foi por dar testemunho a Cristo condenada ao exílio na ilha de Ponza."
Noutra obra sua, a Crônica, que sobrevive numa tradução feita por Jerónimo (c. 340–420), Eusébio indica o nome de um escritor que dá informações semelhantes às dadas na História Eclesiástica: em relação ao ano 16 de Domiciano (96 d.C.), na Olimpíada 218, diz que "Bruttius escreve que sob Domiciano muitos cristãos foram martirizados, incluindo Flávia Domitila, sobrinha por parte de sua irmã do cônsul Flávio Clemente, que foi exilada para a ilha de Ponza por haber-se declarada cristã".
Há muitas incertezas sobre a identidade (e a religião) deste Bruttius.
Jorge Sincelo, que morreu depois de 810, repetiu o texto da Crônica de Eusébio, mas acrescentou que Flávio Clemente morreu por Cristo e assim foi o primeiro a dizer que este cônsul do século I era cristão. Ao citar a Eusébio, Sincelo diz que Domitila era ἐξαδελφή de Flávio Clemente, palavra que pode significar também "prima" e não unicamente, como Jerónimo la interpretou, "sobrinha".
Jerónimo, ao escrever da morte em 404 de Santa Paula diz que na sua viagem de Roma para a Terra Santa, esta piedosa viúva fez uma parada na ilha de Ponza, "que ficou famosa pelo exílio de Flávia Domitila, a mulher mais famosa do seu tempo", e que visitou "as células onde ela passou um longo martírio".

## Uma ou duas?
Evidentemente se contradizem as informações dadas por Dião Cassio e por Eusébio sobre a Flávia Domitila desterrada por Domiciano. De acordo com Dião Cassio, ela era a esposa de Flávio Clemente, foi banida para a ilha de Pandateria e é mencionado no contexto de pessoas "encalhadas nos costumes dos judeus". De acordo com Eusébio, que atribuiu as suas informações a Bruttius, ela era sobrinha de Flávio Clemente (filha de sua irmã), o local de exílio foi a ilha de Ponza e a razão para o seu exílio foi ter-se declarada cristã.
Alguns assumem que Dião Cassio e Bruttius falaram de duas vítimas diferentes de Domiciano pertencentes à mesma família senatorial e chamadas cada uma Flávia Domitila.
César Barónio (1538–1609) foi o primeiro a dizer que existiam estas duas distintas Flávias Domitilas: na antiguidade nenhum autor falou assim e Suetónio achava que os seus leitores entenderiam de quem falava ao dizer que Estevão o assassino de Domiciano era mordomo "de Domitila".
Outros julgam máis provável que houve apenas uma Flávia Domitila banida por Domiciano, e que há erros no texto de Dião Cassio ou Eusébio ou ambos. De acordo com eles, é possível, por exemplo, que houve uma confusão entre as ilhas geograficamente próximas de Ponza e Pandateria.

## A Flávia Domitila lendária

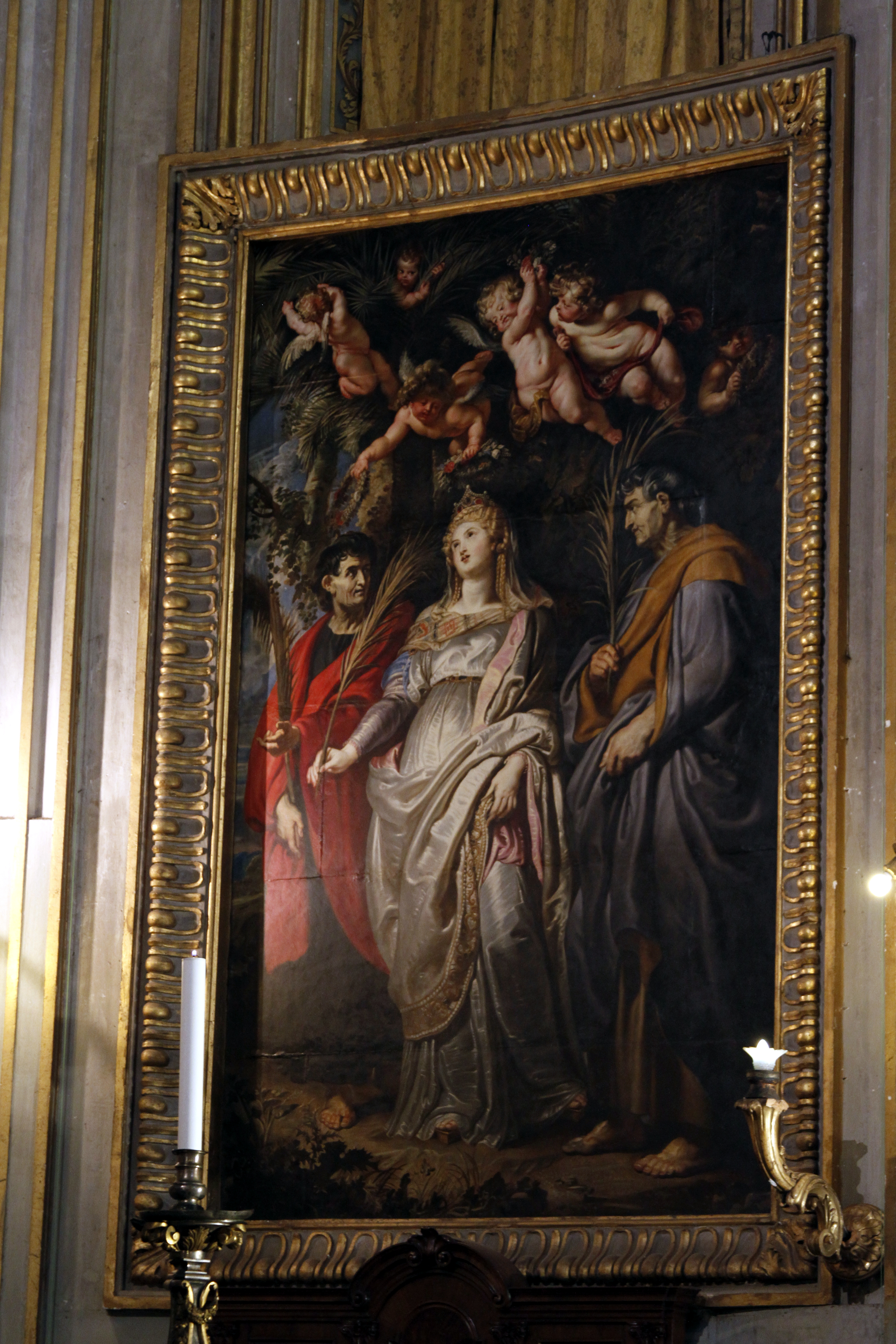
Santa Domitila entre os santos Nereu e Aquileu, por Rubens (1608), atualmente em Santa Maria in Vallicella, Roma.

Uma lenda do século V ou VI, os Atos dos Santos Nereu e Aquileu, cuja falta de valor histórico é reconhecida, afirma no começo que Domitila foi sobrinha do imperador Domiciano, mas apresenta-a mais tarde como sobrinha do cônsul. Além disso, não a apresenta como na inscrição de Tatia Baucylis, ou seja, como mãe de sete filhos, senão como virgem cristã consagrada, ideia que não aparece nem em Eusébio nem na citada carta de Jerónimo.
De acordo com certos historiadoes, os mártires Nereu e Aquileu, elogiados numa inscrição do Papa Dâmaso I (366–384) como soldados convertidos, morreram na perseguição de Diocleciano dirigida inicialmente contra os cristãos do exército (295-298) e, em seguida, contra a Igreja cristã como tal (a partir do ano 303).
A lenda torna-os de soldados do século terceiro para eunucos do primeiro século no serviço doméstico de Flávia Domitila, que persuadem-na a renunciar ao casamento para o qual ela está embelezando-se e a abraçar uma vida de virgindade. O noivo faz que ela seja exilada para a ilha de Ponza e que os eunucos sejam martirizados. Mais tarde, depois de fazê-la levar para Terracina, ele pretende usar-lhe violência, mas morre milagrosamente. Por instigação do irmão dele, também Flávia Domitila é martirizada.

## Culto na Igreja católica
No século IX Flávia Domitila é listada como santa por primeira vez: o martirológio de Floro de Lyon lhe dedica um longo elogio com base nos Atos dos Santos Nereu e Aquileu e lhe atribui como festa o 7 de maio, talvez só porque o Martirológio Jeronimiano mencionava naquele dia um são Flávio, e menciona-a também em 12 de maio ao dizer, mais uma vez com base nos mesmos Atos, que Nereu e Aquileu, celebrados naquele dia, eram seus eunucos. O martirológio de Ado de Vienne faz o mesmo mais brevemente. O martirológio de Usuardo copiou o de Ado e foi por sua vez copiado por el Martirológio Romano de César Barónio, que acreditava na lenda dos Atos dos Santos Nereu e Aquileu e no 1595 fez inserir no Calendário Romano Geral o nome de Domitila em conjunto com os de Nereu e Aquileu na festa destes, em 12 de maio.
A partir de então até a revisão de 2001, o Martirológio Romano dizia em 7 de maio: "Em Terracina na Campânia, o dia natal [para o céu] da abençoada virgem e mártir Flávia Domitila. Filha de irmã do cônsul Flávio Clemente e consagrada com o sagrado véu por São Clemente, ela na perseguição de Domiciano foi exilada com muitos outros para a ilha de Ponza, onde experimentou um martírio prolongado. No final foi levada para Terracina, e ali, depois de ela converter muitos com o seu ensinamento e os seus milagres para a fé de Cristo, incendiou-se fogo, por ordem dum juiz, o quarto em que morava junto com as suas virgens Euphrosyne e Theodora, e assim ela acabou o curso de su martírio glorioso. Celebra-se também junto com os santos mártires Nereu e Aquileu em 12 de maio."
No Breviário Romano leia-se: "A virgem romana Flávia Domitila, sobrinha dos imperadores Tito e Domiciano, depois de receber o véu sagrado da virgindade das mãos do abençoado Papa Clemente, foi acusada por seu namorado Aureliano, filho do cônsul Tito Aurelio, de ser cristã e foi banida pelo imperador Domiciano para a ilha de Ponza, onde sofreu na prisão um longo martírio. Finalmente, levada para Terracina, confessou Cristo novamente e sob o imperador Trajano, como ela parecia sempre mais constante, incendiou-se por ordem judicial o seu quarto e, juntamente com as suas irmãs de leite as virgens Theodora e Euphrosyna, terminou o curso do seu glorioso martírio em 7 de maio. Os corpos delas foram encontrados intactos e foram enterrados pelo diácono Cesário. Neste dia [12 de maio] os corpos dos dois irmãos [Nereo e Aquiles] e Domitila foram levadas da diaconia de São Adrião de volta para a basílica desses mártires, a igreja titular cardinalícia da Fasciola."
A mencionada transferência das relíquias foi organizada em 1597 com a maior solenidade pelo Cardeal Barónio.
Assim, o Breviário Romano do período Tridentino afirmou que a santa mártir Flávia Domitila era a neta de Vespasiano, em desacordo com o Martirológio Romano do mesmo período, que a chamava de sobrinha não dos imperadores Tito e Domiciano, mas do cônsul Flávio Clemente.
O decreto de promulgação da edição de 2001 do Martirológio Romano declara: "A Constituição Sacrosanctum Concilium do Concílio Vaticano II sobre a sagrada liturgia decidiu que "as paixões ou vidas dos Santos sejam restituídas à verdade histórica" (art. 92 c). Em conformidade com esta decisão, é necessário sujeitar ao juízo da disciplina histórica e tratar com mais diligência do que no passado, seja os nomes dos santos inscritos no Martirológio seja os seus elogios."
A atual edição do Martirológio Romano não identifica Santa Domitila com a neta de Vespasiano: na data de 7 de maio diz:: "Em Roma, comemoração de santa Domitila, mártir, que, sendo filha de irmã do cônsul Flávio Clemente, foi acusada durante a perseguição do imperador Domiciano de negar os deuses pagãos e por motivo do seu testemunho a Cristo, foi banida com outros para a ilha de Ponza, en la que experimentou um prolongado martírio.
Já em 1969, foi removido do Calendário Romano Geral o nome de Domitila, inserido apenas en 1595, porque o seu culto não tem base na tradição. Por isso, ela já não é mencionada em 12 de maio, festa dos soldados mártires Nereu e Aquileu.

## Culto na Igreja ortodoxa
A Igreja ortodoxa da Grécia celebra em 12 de maio uma santa Domitila, neta de Vespasiano. De acordo com o que diz o Serviço Apostólico dessa Igreja, a santa viveu em Roma no primeiro século, esposa do cônsul Tito Flavio Clemente e filha da irmã do imperador Domiciano, e morreu como mártir por recusar-se a sacrificar aos ídolos.